# Josep Francesc Ràfols
Pour les articles homonymes, voir Rafols.
Josep Francesc Ràfols i Fontanals (Vilanova i la Geltrú, 1889 - Barcelone, 1965) est un architecte, peintre et historien de l'art catalan. Membre du cercle artistique de Saint Luc, il fonde avec Josep Llorens i Artigas le groupe artistique groupe Courbet. Bien qu'il travaille plus sur la théorie que sur la pratique de l'architecture on peut compter dans ses réalisations la maison Mendiz (1925, Vilanova i la Geltrú) et sa participation aux travaux de la Sagrada Familia.
Il est également le premier biographe d'Antoni Gaudí en 1928, le premier héritier de la chaire de Gaudi à l'université polytechnique de Catalogne en 1956, et parmi les premiers à écrire sur le mouvement moderniste, notamment au travers de ses ouvrages El arte modernista catalán (1943) et Modernismo y modernistas, 1949.
On lui doit également des études et théories complètes sur les mouvements architecturaux catalans de la première partie du XXe siècle.
Principaux ouvrages :
- 1926 : Architecture de la Renaissance italienne ;
- 1934 : Pere Blai et l'architecture de la Renaissance catalane ;
- 1943 : L'Art moderniste catalan ;
- 1949 : Modernisme et modernistes ;
- 1954 : Art romantique en Espagne ;
- 1951-1954 : Dictionnaire biographique des artistes de Catalogne.